# Yue (okres Zhou)

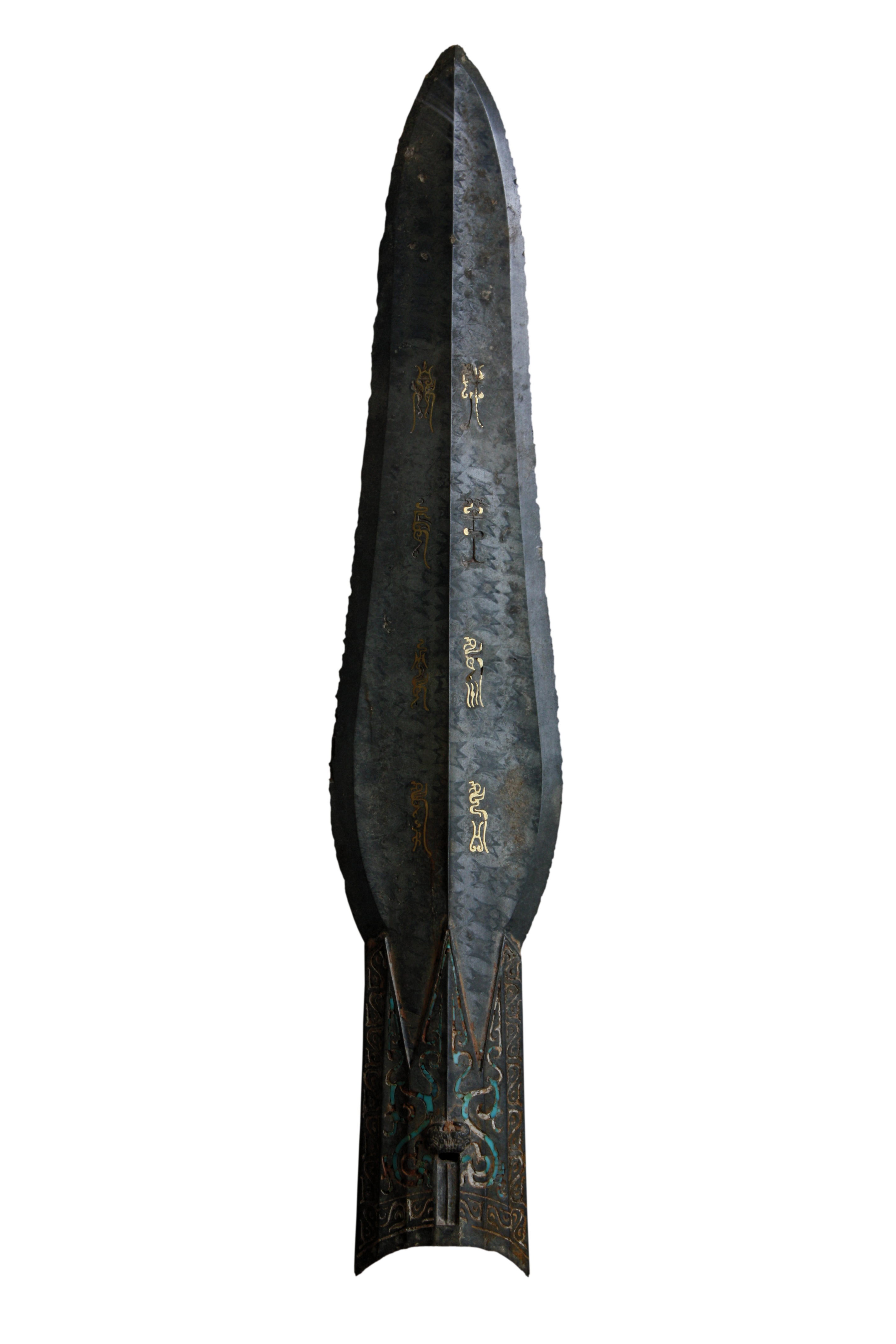
Ostrze włóczni z charakterystycznym dla Yue zdobieniem i pismem w tzw. „stylu ptasim” (odmianą pisma pieczęciowego)

Yue (chiń. trad. 越国; pinyin Yuè Guó; Wade-Giles Yueh Kuo) – państwo w dawnych Chinach, obejmujące dolny bieg Jangcy, które w V w. p.n.e. osiągnęło na krótki czas dominujący status hegemona (ba). W IV w. p.n.e. w następstwie ekspansji Chu zostało przezeń wchłonięte.
Bardzo niewiele wiadomo o nim w okresie Wiosen i Jesieni – było uznawane za jedno z państw „barbarzyńskich”, a sama nazwa, której jedno ze znaczeń oznacza „poza”, oznaczała zarówno rozmaite grupy „poza” zasięgiem cywilizacji chińskiej, jak i konkretną państwowość, której centrum znajdowało się wokół dzisiejszego Shaoxingu w prowincji Zhejiang. Ludy zamieszkujące Yue nie miały sinickiego pochodzenia, ale samo państwo uważało się za członka systemu feudalnego Zhou, będąc jednym z 15 głównych państw. Władcy Yue używali tytułu wang („król”) i przypisywali sobie pochodzenie od najstarszej chińskiej dynastii Xia.
Początki państwowości Yue są słabo znane, rozwinęło się ono równocześnie z Wu, z którym prowadziło wojny o żyzne obszary w delcie Jangcy. Obydwa te państwa uczyniły piechotę – w miejsce dotychczasowej kawalerii złożonej z rydwanów – główną siłą bojową armii. Piechurzy byli wyposażeni w zbroje i miecze, za których rozpowszechnienie w Chinach państwa te były odpowiedzialne. Wu uderzyło na Yue w 510 r. p.n.e., a w jednej z kolejnych wojen, w 496 r. straciło króla; jego syn, Fuchai, w 493 r. zdołał rozbić siły Yue i zmusił jego króla Goujiana, do kapitulacji. Goujian poprzysiągł zemstę i korzystając z tego, że Fuchai zaangażował swoje wojska w konflikty na północy, walcząc o uzyskanie tytułu hegemona (ba), systematycznie odbudowywał siły i ćwiczył wojska. Po dwudziestu latach wydał Wu wojnę, obległ w 473 r. p.n.e. Fuchaia w jego stolicy i po trzyletnim oblężeniu zniszczył Wu. Inne państwa uznały, na międzynarodowej konferencji, jego przywództwo i status ba.
Mimo rzekomej „barbarzyńskości”, zachowane inskrypcje z VI–V w. są bardzo zbliżone do tych z zachodniej dynastii Zhou, zarówno pod względem artystycznym, jak i sformułowań. Równocześnie, odnalezione wyroby z brązu i wysokiej jakości ceramiki (czasem określanej jako „protoporcelana”), a także sposób budowania miast i grobowców, zdradza dużą odrębność, przynajmniej do połowy VI w. p.n.e. Na obszarach wzdłuż dolnego biegu Jangcy znajdowały się znaczne złoża rud miedzi i innych metali, i metalurgia prawdopodobnie odegrała znaczącą rolę w rozwoju państwa Yue i jego głównego rywala – Wu. Lokalne naczynia brązowe są podobne tym z centrum kulturalnego Zhou, ale wiele z nich ma formę archaiczną, niepasującą do typologii naczyń Zhou i nietypową ornamentyką, zbliżoną do lokalnej ceramiki. Charakteryzują się też one innym składem, o obniżonym udziale cyny, a zwiększonym ołowiu lub żelaza. Wu i Yue były sławne z wyrobu doskonałej jakości mieczy, nierzadko bogato zdobionych, ze złotymi inskrypcjami, a także wyśmienitych włóczni. Niewykluczone także, że był to obszar wczesnej metalurgii żelaza w Chinach i że na tych właśnie terenach po raz pierwszy upowszechniło się szerokie użycie metalowych narzędzi (w odróżnieniu od bardziej centralnie położonych państw, w których metale, bardzo kosztowne, zastrzeżone były głównie do wyrobu naczyń rytualnych dla członków elit).
Wojny między Yue i Wu zmniejszyły presję, jakie to ostatnie państwo wywierało na swego sąsiada Chu. Gdy Yue zaangażowało się na północy, prowadząc działania na obszarach na południe od dzisiejszego Szantungu, Chu ekspandowało, podbijając małe państewka wzdłuż swej północnej granicy. Wzmocnione, w 334 r. p.n.e. Chu ostatecznie podbiło Yue i zagarnęło jego terytoria.